# Governo Thatcher II
Il governo Thatcher II è stato l'ottantaseiesimo governo del Regno Unito in carica dal 10 giugno 1983 al 11 giugno 1987, durante la quarantanovesima legislatura della Camera dei comuni.

## Storia
Il governo conservatore fu rieletto nel giugno 1983 con una larga maggioranza di 144 seggi, con i laburisti all'opposizione che avevano appena 209 seggi dopo la loro peggiore prestazione elettorale del dopoguerra. Con l'inflazione saldamente sotto controllo e le riforme sindacali che contribuivano al livello più basso di scioperi dall'inizio degli anni '50, i conservatori dovevano ora affrontare la sfida di ridurre la disoccupazione da un livello record di 3.200.000.
Il marzo 1984 ha visto l'inizio di uno sciopero dei minatori che sarebbe durato 12 mesi e avrebbe diviso il paese quando la signora Thatcher ha annunciato ampie chiusure di miniere che alla fine sarebbero costati anche il lavoro a migliaia di minatori, mentre quelle rimanenti sarebbero state privatizzate nella proposta di svendita del National Coal Board. La privatizzazione dei servizi pubblici e dell'industria pesante stava diventando un simbolo chiave del Thatcherismo, con artisti del calibro di British Telecom anche dalla proprietà pubblica a quella privata. 
Michael Foot si era dimesso dalla carica di leader laburista dopo le elezioni generali del 1983. L'uomo eletto dai laburisti con il compito di riportarli al governo era Neil Kinnock. Si è dimostrato un feroce rivale della Thatcher; i sondaggi d'opinione hanno mostrato il Partito Laburista in testa, sebbene un enorme cambiamento fosse richiesto alle elezioni generali se il governo conservatore doveva essere estromesso. Tuttavia, la crescita economica dopo la recessione era stata ristabilita all'inizio di questo parlamento e nel 1987 l'economia era sulla buona strada per la ripresa. Tuttavia, la disoccupazione che aveva raggiunto il picco di quasi 3.300.000 durante il 1984 era appena superiore a 3.000.000 all'inizio del 1987, e con i sondaggi di opinione che mostravano tutti un vantaggio dei conservatori, si prevedeva che la Thatcher avrebbe convocato le prossime elezioni generali prima della scadenza del giugno 1988.

## Maggioranza parlamentare
Quando la Thatcher viene rieletta Primo Ministro,la Camera dei Comuni era dominata a maggioranza dal Partito Conservatore.

## Situazione Parlamentare
| Camera | Collocazione | Partiti | Seggi     |
| ------ | ------------ | --- | --------- |
| Camera | Maggioranza  | Conservatori (397) | 397 / 650 |
| Camera | Opposizione  | Laburisti (209), Liberal Democratici (17), Partito Nazionale Scozzese (2),Partito Unionista Democratico (3),Plaid Cymru (2),Partito Social Democratico e laburista (1),Partito Unionista dell'Ulster (11),Partito Social Democratico (6),Indipendenti (1),Sinn Féin (1) | 253 / 650 |

## Composizione
| Carica                                                                | Titolare | Titolare | Titolare                                       | Partito      |
| --------------------------------------------------------------------- | -------- | -------- | ---------------------------------------------- | ------------ |
| Primo ministro Primo lord del tesoro Ministro della funzione pubblica |          |          | Margaret Thatcher                              | Conservatore |
| Lord presidente del Consiglio                                         |          |          | William Whitelaw                               | Conservatore |
| Lord cancelliere                                                      |          |          | Quintin Hogg                                   | Conservatore |
| Lord custode del sigillo privato                                      |          |          | John Biffen                                    | Conservatore |
| Cancelliere dello Scacchiere                                          |          |          | Nigel Lawson                                   | Conservatore |
| Tesoro                                                                |          |          | Peter Rees (fino al 02/09/1985)                | Conservatore |
| Tesoro                                                                |          |          | John MacGregor (dal 02/09/1985)                | Conservatore |
| Affari esteri e Commonwealth                                          |          |          | Geoffrey Howe                                  | Conservatore |
| Interni                                                               |          |          | Leon Brittan (fino al 02/09/1985)              | Conservatore |
| Interni                                                               |          |          | Douglas Hurd (dal 02/09/1985)                  | Conservatore |
| Agricoltura, pesca e alimentazione                                    |          |          | Michael Jopling                                | Conservatore |
| Difesa                                                                |          |          | Michael Heseltine (fino al 09/01/1986)         | Conservatore |
| Difesa                                                                |          |          | George Younger (dal 09/01/1986)                | Conservatore |
| Istruzione e scienza                                                  |          |          | keith Joseph (fino al 21/05/1986)              | Conservatore |
| Istruzione e scienza                                                  |          |          | Kenneth Baker (dal 21/05/1986)                 | Conservatore |
| Impiego                                                               |          |          | Norman Tebbit (fino al 16/10/1983)             | Conservatore |
| Impiego                                                               |          |          | Tom King (dal 16/10/1983 al 02/09/1985)        | Conservatore |
| Impiego                                                               |          |          | David Young (dal 02/09/1985)                   | Conservatore |
| Energia                                                               |          |          | Peter Walker                                   | Conservatore |
| Ambiente                                                              |          |          | Patrick Jenkin (fino al 02/09/1985)            | Conservatore |
| Ambiente                                                              |          |          | Kenneth Baker (dal 02/09/1985 al 21/05/1986)   | Conservatore |
| Ambiente                                                              |          |          | Nicholas Ridley (dal 21/05/1986)               | Conservatore |
| Salute e servizi sociali                                              |          |          | Norman Fowler                                  | Conservatore |
| Cancelliere del Ducato di Lancaster                                   |          |          | Arthur Cockfield (fino all'11/09/1984)         | Conservatore |
| Cancelliere del Ducato di Lancaster                                   |          |          | Grey Ruthven (dall'11/09/1984 al 02/09/1985)   | Conservatore |
| Cancelliere del Ducato di Lancaster                                   |          |          | Norman Tebbit (dal 02/09/1985)                 | Conservatore |
| Irlanda del Nord                                                      |          |          | Jim Prior (fino al 27/09/1984)                 | Conservatore |
| Irlanda del Nord                                                      |          |          | Douglas Hurd (dal 27/09/1984 al 02/09/1985)    | Conservatore |
| Irlanda del Nord                                                      |          |          | Tom King (dal 02/09/1985)                      | Conservatore |
| Scozia                                                                |          |          | George Younger (fino al 09/01/1986)            | Conservatore |
| Scozia                                                                |          |          | Malcolm Rifkind (dal 09/01/1986)               | Conservatore |
| Commercio e industria Presidente del Board of Trade                   |          |          | Cecil Parkinson (fino al 14/10/1983)           | Conservatore |
| Commercio e industria Presidente del Board of Trade                   |          |          | Norman Tebbit (dall'11/10/1983 al 02/09/1985)  | Conservatore |
| Commercio e industria Presidente del Board of Trade                   |          |          | Leon Brittan (dal 02/09/1985 al 24/01/1986)    | Conservatore |
| Commercio e industria Presidente del Board of Trade                   |          |          | Paul Channon (dal 24/01/1986)                  | Conservatore |
| Trasporti                                                             |          |          | Tom King (fino al 16/10/1983)                  | Conservatore |
| Trasporti                                                             |          |          | Nicholas Ridley (dal 16/10/1983 al 21/05/1986) | Conservatore |
| Trasporti                                                             |          |          | John Moore (dal 21/05/1986)                    | Conservatore |
| Galles                                                                |          |          | Nicholas Edwards                               | Conservatore |
| Chief whip                                                            |          |          | John Wakeham                                   | Conservatore |